# Nesobasis ciliata
Nesobasis ciliata là một loài chuồn chuồn kim trong họ Coenagrionidae.
Nesobasis ciliata được Ris miêu tả khoa học năm 1913.